# 塞里克

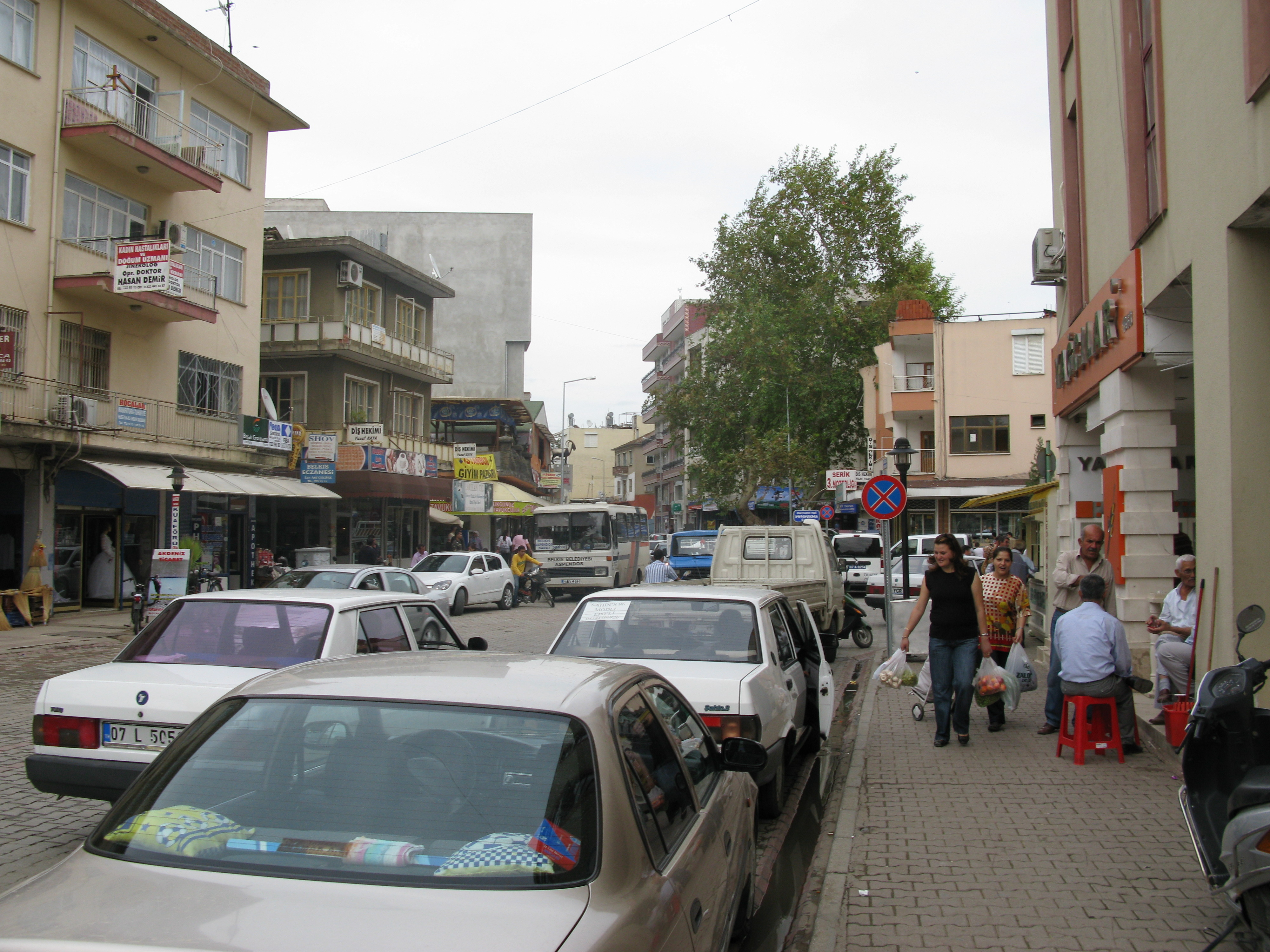

塞里克是土耳其的城鎮，由安塔利亞省負責管轄，位於該國南部地中海沿岸，距離首府安塔利亞38公里，面積1,550平方公里，海拔高度26米，2010年人口52,647。

## 外部連結
- Information on Serik
- Serik-Belek-Kadriye NetGuide